# Свети Илия (Струмица)
Вижте пояснителната страница за други значения на Свети Илия.
„Свети Илия“ (на македонска литературна норма: „Свети Илија“) е православен манастир край град Струмица, Северна Македония. Част е от Струмишката епархия на Македонската православна църква – Охридска архиепископия.
Манастирът е разположен в планината Еленица на 4 km югозападно от Струмица. Предполага се, че църквата е изградена към края на XVI век, тъй като в храма има икони от този период. В църквата е открита и каменна плоча със стар славянски надпис, която по-късно е загубена. Манастирът е разрушен и възобновен на същите основи през 1923 година. В 1975 – 1984 година е разширен и обновен.
Църквата е еднокуполна като в купола е изобразен Христос Вседържител, а в пандантифите четиримата евангелисти. Иконостасът е дървен.